# Waldemar Kowalczyk
Waldemar Robert Kowalczyk (ur. 22 grudnia 1960, zm. 5 sierpnia 2022) – polski instruktor harcerski, samorządowiec, wieloletni komendant Chorągwi Stołecznej Związku Harcerstwa Polskiego.
Członek ZHP od 1972 roku, pełnił funkcję drużynowego 37 Warszawskiej Wodnej Drużyny Harcerskiej „Szmaragdowa”, komendanta Hufca Warszawa Praga Południe i kierownika wydziału sportu i turystyki Chorągwi Stołecznej. Był szefem Ośrodka Wypoczynkowego Szkoła Instruktorów Harcerskich w Starej Dąbrowie (obecnie Ośrodek Szkolenia Wolontariuszy „Dąbrowa”). W latach 1991–1993 był członkiem Sądu Harcerskiego Chorągwi Stołecznej, a później – członkiem Rady Naczelnej ZHP. Od 15 maja 1993 przez 19 lat pełnił funkcję komendanta Chorągwi Stołecznej. 16 czerwca 2012 na nadzwyczajnym zjeździe chorągwi zrezygnował z pełnionej funkcji.
Był przewodniczącym Towarzystwa Skautowego „Szmaragdowa”, organizującego kolonie i obozy dla dzieci i młodzieży. Przewodniczący Rady Rodziców w Zespole Szkół nr 11 im. Władysława Grabskiego.
W latach 1994–1998 radny w Radzie Warszawy z listy Socjaldemokracji Rzeczypospolitej Polskiej, w okresie 1998–2002 radny powiatu warszawskiego z Sojuszu Lewicy Demokratycznej. W kolejnych wyborach kilkakrotnie bezskutecznie kandydował z listy SLD do Sejmu RP i sejmiku województwa mazowieckiego.